# Шашкин, Андрей Андреевич
Андрей Андреевич Шашкин (3 сентября 1956) — советский футболист, выступавший на позиции защитника. Сыграл 21 матч в высшей лиге СССР. Мастер спорта СССР (1984).

## Биография
Воспитанник футбольной школы московского «Локомотива». С осени 1976 года выступал за дубль московского «Динамо», всего за полтора сезона сыграл 27 матчей за бело-голубых в первенстве дублёров. Сезон 1978 года провёл в составе вологодского «Динамо» во второй лиге, сыграл 35 матчей за клуб.
С 1979 года в течение девяти сезонов выступал за воронежский «Факел». В 1984 году вместе с командой стал победителем турнира первой лиги и полуфиналистом Кубка СССР, причём в полуфинальном матче против ленинградского «Зенита» забил решающий мяч в свои ворота. В высшей лиге в 1985 году сыграл 21 матч, дебютную игру на высшем уровне провёл в 13-м туре чемпионата, 28 мая 1985 года против донецкого «Шахтёра». Всего за воронежскую команду сыграл 297 матчей в чемпионатах страны.
В начале 1988 года вместе с группой опытных игроков (Николай Колесов, Юрий Ментюков, Николай Латыш, Валерий Матюнин) перешёл в тульский «Арсенал». Однако такое пополнение не помогло «Арсеналу» выступить успешно, а сам Шашкин из-за травм сыграл лишь 11 матчей и по окончании сезона завершил карьеру.
После окончания карьеры живёт в Санкт-Петербурге.